# Boris Monastyrski
Boris Sawieljewicz Monastyrski, ros. Борис Савельевич Монастырский (ur. 12 marca 1903, zm. 21 stycznia 1977) – radziecki operator filmowy.

## Filmografia (wybór)
- 1934 – Trzy pieśni o Leninie
- 1939 – Szedł żołnierz z frontu
- 1941 – Konik Garbusek
- 1942 – Jak hartowała się stal
- 1944 – Tęcza
- 1947 – Ostatni etap
- 1954 – Psotnicy

## Odznaczenia
- Order Czerwonej Gwiazdy (1944)
- Nagroda Stalinowska II stopnia (1947)
- Zasłużony Działacz Sztuk RFSRR (1969)
- Krzyż Oficerski Orderu Odrodzenia Polski (1948, za zasługi w dziedzinie współpracy polsko-radzieckiej na polu sztuki filmowej)[1]